# Клан Джардин
Клан Джардин (англ. Clan Jardine) — один из кланов равнинной части Шотландии.

## История

### Происхождение клана
Фамилия «Джардин» происходит от французского слова «jardin», что в переводе с французского означает «фруктовый сад». Специалисты по генеалогии предполагают, что семья не была садовниками, скорее всего они жили недалеко от сада.
В 1066 году семья дю Джардон приехала в Англию с Вильгельмом Завоевателем.
В Шотландии фамилия Джардин встречается в уставах аббатства Келсо и аббатства Арброт до 1153 года, в них представитель семьи де Джардин упоминается как свидетель. Примерно в 1178 году де Джардин стал свидетелем, упоминание об этом есть в уставе аббатства Арброт.
Другой вариант фамилии Джардин — де Гардинус. Патрик де Гардинус был капелланом в Глазго в XIII веке. Сэр Хамфри де Гардино был свидетелем при регистрации земель Аннандейла в 1245 году.
Ещё один вариант написания фамилии Джардин в Рагманских свитках 1296 года, где фамилия упоминается как Джорден дель Орчард.
Считается, что основная линия клана Джардин была определена только в XIV веке. Первым семейным замком стала башня Спедлингс, которая была заброшена в XVII веке. Из этого замка семья Джардин переехала в Джардин Холл. Существует легенда о том, что вождь клана, по забывчивости, уехал из замка Спедлингс забрав с собой ключи от темницы в которой находился мельник. Вспомнил он о нём слишком поздно, к тому моменту мельник умер от голода. С тех пор в замке слышны крики о помощи и постоянный шум.

### XVI век
Сэр Александр Джардин из Эпплгирта принимал активное участие в сражениях против англичан.
Вместе с кланом Джонстон клан Джардин поддерживал королеву Марию. Однако, после того, как королева вышла замуж за графа Ботвелла, клан переменил своё мнение и поддержал Якова VI.

### XVII—XVIII век
Джордж Джардин, 4-й вождь Джардин от сэра Александра Джардин, женился на Маргарет Дуглас, которая была сестрой Уильям Дугласа, 1-го герцога Квинсберри. В браке родился сын Александр, который в 1672 году получил титул барона Новой Шотландии. Он жил на континенте и принял католическую веру, а также стал рыцарем Мальтийского Ордена. Он умер в 1790 году и его преемником стал его брат сэр Уильям.

### Настоящее время
Вождь клана Уильям Мюррей Джардин из Эпплгерта, 13-й баронет и 24-й вождь, родившийся в 1984 году, активно участвует в клановой деятельности и является членом Комитета Совета вождей.

## Клановые замки

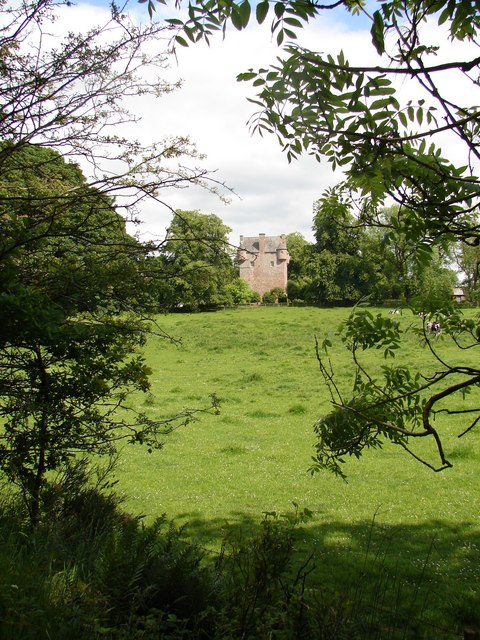
Башня Спедлингс (Spedlins Tower), 1-й замок клана Джардин

- Башня Спедлингс — 1-й замок клана Джардин[1][2].
- Джардин Холл стал резиденцией вождей клана Джардин с конца XVII века[1].